# Duguetia cadaverica
Duguetia cadaverica é uma espécie de magnólia. Isso foi descrito pela primeira vez por Huber.  Duguetia cadaverica pertence ao gênero Duguetia, e família Annonaceae.

## Morfologia
A espécie possui caule jovem com tricomas lepidotos. Suas folhas apresentam lâmina em formas variáveis, como estreitamente elíptica, elíptica, largamente elíptica, estreitamente obovada ou obovada, com face adaxial glabra e face abaxial esparsamente coberta por tricomas lepidotos. A base das folhas pode ser cuneada ou aguda, e o ápice acuminado ou agudo. As inflorescências são do tipo flageliforme e estão presentes. As flores possuem botões florais ovoides ou largamente ovoides, com cor vermelha ou roxa, sépalas ovadas ou largamente ovadas conatas na base, e pétalas externas e internas subiguais, ambas ovadas. Os estames têm coloração rosa ou vermelha. Os frutos são subglobosos, de coloração marrom ou preta, e densamente cobertos por tricomas lepidotos, sem colar basal.

## Ocorrência
A espécie é nativa, mas não endêmica do Brasil, ocorrendo na região Norte, com registros confirmados no estado do Pará. Está associada ao domínio fitogeográfico da Amazônia, habitando principalmente Florestas de Terra Firme.